# Секира
Секира је старо оруђе које се вековима користи за сечење и обраду дрвета, као оружје, церемонијални и хералдички симбол.
Прве секире су имале главу од камена и неку врсту дрвене дршке прикачену за главу. Секире од бакра, бронзе, гвожђа и челика су резултат развоја технологије и проналаска начина употребе одређених материјала. 
Највећи број савремених секира има челичну оштрицу и дрвену дршку, мада су широко заступљене и дршке од пластике и других модерних материјала. Савремене секире имају посебну величину и облик у зависности од намене за коју се производе. 
Секира је нашла и велику примену у војсци, јер се показала као доста ефикасно оружје. Поред обичних ратних секира постојале су и велике дворучне секире, као и секире којима се могао гађати непријатељ, такође су се правила посебна оружја комбиновањем секире и копља такозване хелебарда.

## Историја
Иницијално су секире биле оруђа од камена звана ручни клинови, кориштена без ручки (држаља), и имале су окресане (отесане) оштрице од кременог или другог камена. Камене секире направљене са оштрицама за сечење земљишта су први пут биле направљене негде у касном плеистоцену у Аусталији, где фрагменти таквих секира са локација у Арнемове земље датирају од пре најмање 44.000 година. Оне су касније независно изумљене у Јапану пре негде око 38.000 година, и њихови остаци су нађени на неколико локација из касног каменог доба на острвима Хоншу и Кјушу. У Европи је до истоветног изума дошло знатно касније, током неолитског периода који је окончан између 4.000 и 2.000. п. н. е. Прве праве секире са држаљом су познате из мезолитског периода (око 6.000 п. н. е.). Из тог периода је пронађено неколико дрвених држаља, и изгледа да су држаља секира нормално учвршћивана клином.

## Секира као предмет материјалне културе
Као предмети материјалне културе секире се могу сврстати и у оруђе и у оружје. По свом облику и начину израде конструисане су тако да се могу вишеструко примењивати, и према досадашњим сазнањима основна функција секире је обрада дрвета, мада је сасвим извесно да су оне коришћене и у друге сврхе. Секире које су се састојале од сечице, ушица, затиљка и секиришта, односно држаља. откривене су на више различитих локалитета — у гробу са осталим оружјем ратника, па се сматра да је он секиру користио као оружје, док је на другим археолошким налазиштима секира откривена у насељима, и сматра се да је коришћене као оруђе. Међутим, секире откривен у гробовима су такође могле послужити као оруђе, као што су и секире откривене у насељима могле бити коришћене као оружје. Такође, поједини аутори тврде да су секире са дугом дршком коришћене искључиво као оружје, али, будући да је дршка ретко очувана, њихову намену можемо само да претпоставимо.

### Секира као оружје
Секира као оружје у бојном смислу спада у нападно сечно и бодно оружје. Коришћена је нарочито за борбу прса у прса, а на већим растојањима коришћена је бацањем (пустимице).
На подручју југословенских народа имамо бројна сведочанства о употреби бојне секире која је често приказивана и на зидном сликарству у Хрватској и Србији. У византијским изворима се спомиње средњовековна српска војска која има бојне секире у свом наоружању. Међутим, после доласка Турака на Балкан све до 17. века у употреби је једносечна бојна секира, звана балта, чије је сечиво повијено и фиксирано на дршци, и у већини случајева украшено инкрустацијом другим металом.

### Секира као оруђе
Облик секире, као свакодневног оруђа у домаћинствима, у зависности од намене, варира као и њена величина и тежина. Већи и масивнији примерци, са конвексније изведеном оштрицом служили су првенствено за обарање дрвећа, док су лакши типови, са ужим сечивом, коришћени за сечење мањих балвана и цепаница.60 Међутим ако је према затиљку секира извучен у облику правоугаоника и равне је површине, те бисмо га могли дефинисати и као комбиновано оруђе. Док су се примерци са масивном, призматично завршеном ушицом могли послужити и као чекићи које су користиле дрвосече.
Не треба искључити могућност да су секире коришћене као оруђе, могли бити у одређеним ситуација коришћене и као оружје (што је и данас то случај у насилним радњама). Међутим секира опредељена је као оружје, која је по облику и украсу који је изведен инкрустацијом сребра, недвосмислено и искључиво коришћена као бојна секира, а никако као оруђе.